# 연예림
이예림(1990년 9월 2일 ~ )은 대한민국의 희극 배우다.

## 학력
- 부천대학교 관광경영과

## 출연 작품
- 《개그콘서트》

〈엔젤스〉
〈오성과 한음〉
〈시청률의 제왕〉
〈시청자 의견〉
〈후궁뎐;꽃들의 전쟁〉
〈두근두근〉
〈놈놈놈〉
〈리액션 야구단〉

## 영화
- (2023년) 《범죄도시3》 - 클럽녀 1 역 (첫 천만영화)